# Ibeyis Romero
Ibeyis Romero (* 6. August 2006) ist eine venezolanische Leichtathletin, die sich auf den Sprint spezialisiert hat.

## Sportliche Laufbahn
Erste Erfahrungen bei internationalen Meisterschaften sammelte Ibeyis Romero im Jahr 2022, als sie bei den Jugend-Südamerikaspielen in Rosario in 56,67 s die Silbermedaille im 400-Meter-Lauf gewann und über 200 Meter in 25,69 s den vierten Platz belegte. Anschließend belegte sie bei den Juegos Bolivarianos in Valledupar in 55,72 s den sechsten Platz über 400 Meter, ehe sie bei den U20-Weltmeisterschaften in Cali mit 56,55 s in der ersten Runde ausschied. Daraufhin gewann sie bei den U18-Südamerikameisterschaften in São Paulo in 55,66 s die Silbermedaille, ehe sie bei den U23-Südamerikameisterschaften in Cascavel in 56,60 s den vierten Platz belegte. Zudem gewann sie dort 3:41,57 min die Bronzemedaille in der Mixed-Staffel über 4-mal 400 Meter hinter den Teams aus Ecuador in Argentinien. Im Oktober belegte sie dann bei den Südamerikaspielen in Asunción 56,47 s den sechsten Platz über 400 Meter. 2025 gewann sie bei den Hallensüdamerikameisterschaften in Cochabamba in 56,44 s die Silbermedaille hinter der Argentinierin María Florencia Lamboglia.
In den Jahren 2023 und 2024 wurde Romero venezolanische Meisterin im 400-Meter-Lauf sowie 2023 auch in der 4-mal-100-Meter-Staffel.

## Persönliche Bestzeiten
- 200 Meter: 24,50 s (−0,3 m/s), 31. Januar 2025 in Barquisimeto
- 400 Meter: 55,03 s, 17. Juni 2022 in Barinas
  - 400 Meter (Halle): 56,44 s, 23. Februar 2025 in Cochabamba